# (3114) Ercilla
(3114) Ercilla es un asteroide perteneciente al cinturón de asteroides, descubierto el 19 de marzo de 1980 por un equipo de la Universidad de Chile desde la Estación Astronómica de Cerro El Roble, Chile.

## Designación y nombre
Designado provisionalmente como 1980 FB12. Fue nombrado Ercilla en honor al poeta y soldado español Alonso de Ercilla (1533-1594).